# 劉子雲 (南北朝)
晋陵孝王劉子雲（459年—462年11月23日），字孝举，宋孝武帝劉駿第十九子，母為殷贵妃（殷淑儀實為南郡王劉義宣女，即劉駿堂妹）。
大明三年出生。大明六年七月乙未（462年8月27日），封晋陵王，食邑二千户。当年十月十六日（11月23日），劉子雲便去世，谥曰孝。劉駿出于对殷贵妃的极度宠爱，给劉子雲安庙，并让晋陵国的国臣为他服丧三日。